# Aspetti un bambino/Io ti perdo
Aspetti un bambino/Io ti perdo è un singolo di Wess, per la quarta volta con Dori Ghezzi (quest'ultima solo sul lato A del disco, per la seconda volta) e, per la terza, come solista; pubblicato nel 1973 dalla Durium (catalogo CN A 9337) ed estratto dall'album Special Discoteque.

## Descrizione
Nonostante il singolo sia attribuito solo a Wess, sia su ambo i lati (del disco) che in copertina, il brano pubblicato sul lato A è cantato in coppia con Dori Ghezzi; di cui è, come sempre, la voce femminile. Insieme al precedente Voglio stare con te – lato B: There's Gonna Be a Revolution, del periodo "Wess and the Airedales" –, uscito 2 anni prima, costituisce la discografia dei singoli di Wess & Dori Ghezzi solo sul lato A.

## I brani

### Aspetti un bambino
Aspetti un bambino, versione italiana di (You're) Having My Baby della "coppia canora" Paul Anka-Odia Coates, è il brano presente sul lato A del disco. L'adattamento in italiano è di Claudio Daiano, mentre il testo originale e la musica sono dello stesso Anka.

### Io ti perdo
Io ti perdo è la canzone pubblicata sul lato B del disco. Il testo è scritto da Lubiak e Paolo Limiti, mentre la musica è composta dallo stesso Wess.

## Tracce

### Lato A
1. Wess & Dori Ghezzi – Aspetti un bambino (titolo originale: You're Having My Baby) – 2:42 (edizioni musicali MAM Music)

### Lato B
1. Wess (da solista) – Io ti perdo – 3:33 (edizioni musicali Durium)